# Amerikanische Legion

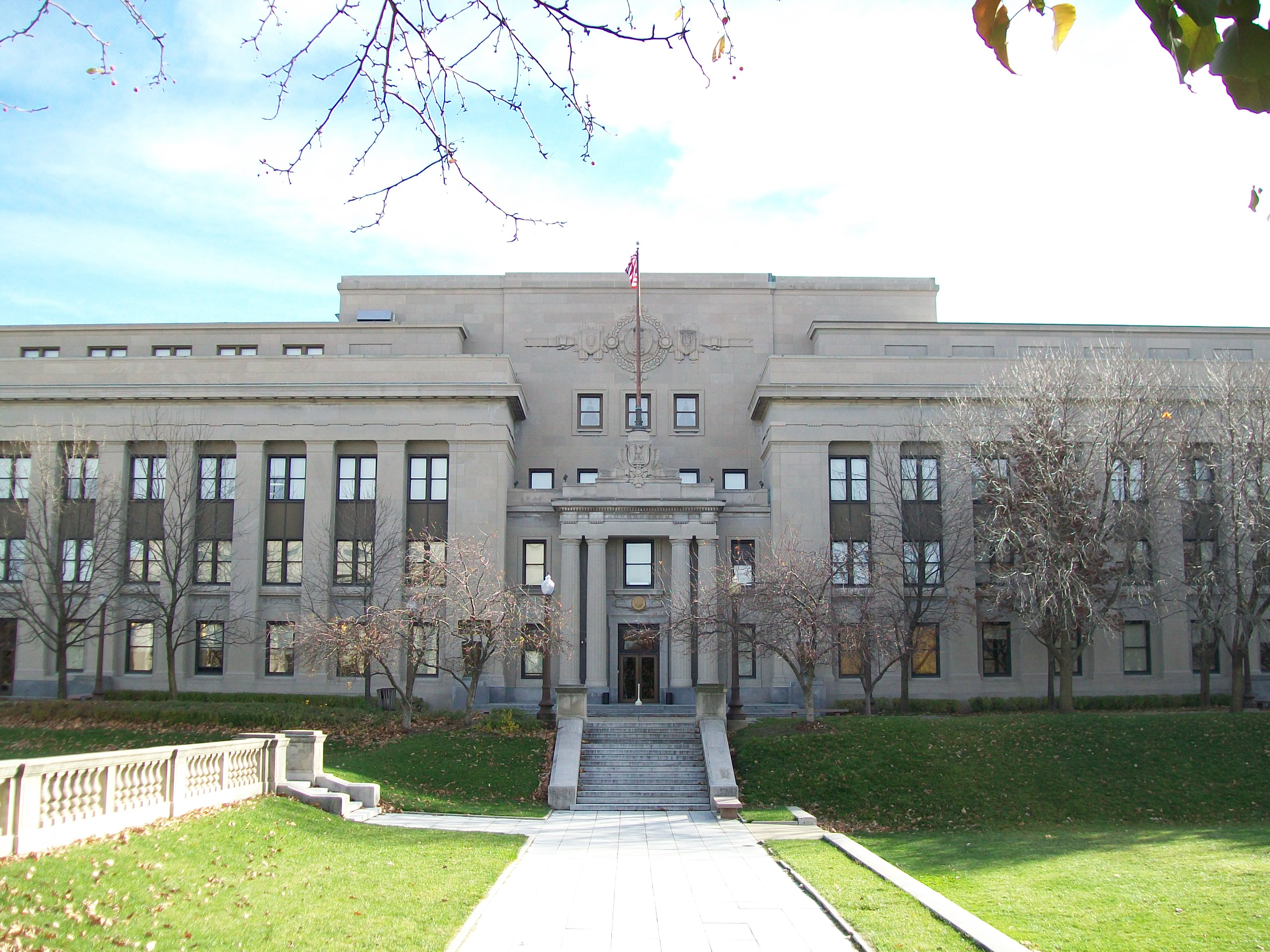
American Legion National Headquarters in Indianapolis

Die Amerikanische Legion (engl. American Legion) ist eine Veteranenorganisation der Streitkräfte der Vereinigten Staaten mit Sitz in Indianapolis, Indiana, USA. Als Gründervater der Amerikanischen Legion wird Brigadegeneral Theodore Roosevelt Jr., der älteste Sohn des 26. Präsidenten der Vereinigten Staaten Theodore Roosevelt, angesehen.

## Geschichte

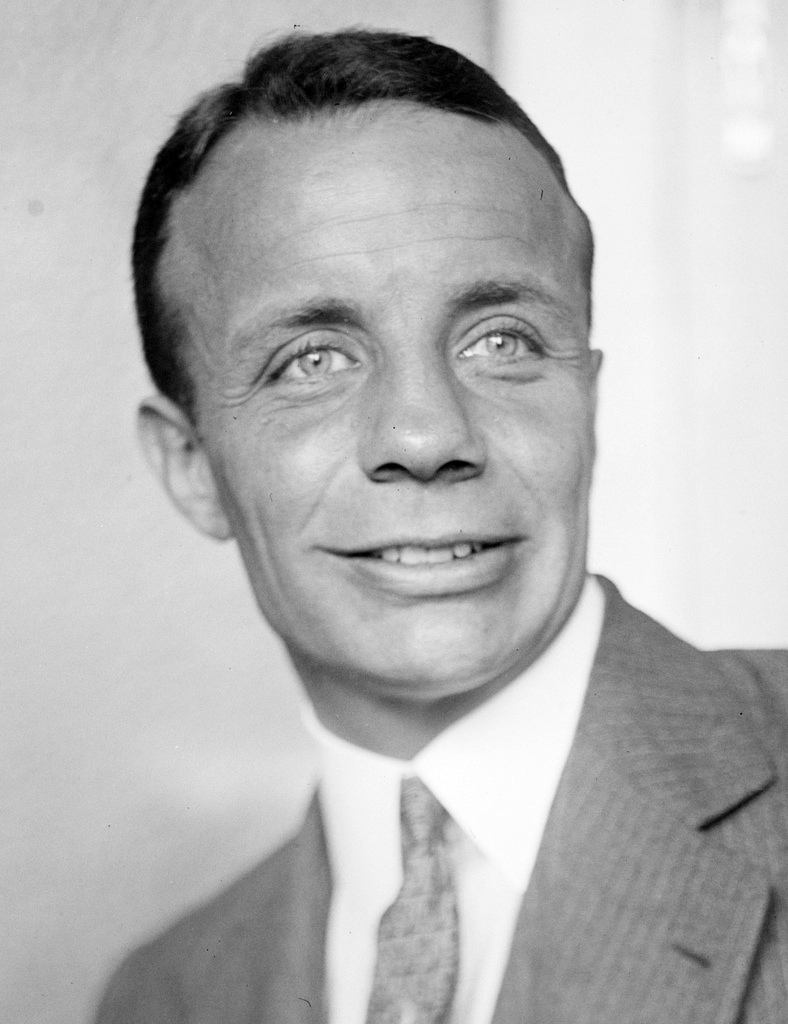
Brigadegeneral (damals Lt. Col.) Theodore Roosevelt Jr. gilt als Gründervater der Amerikanischen Legion.

Die erste landesweite Versammlung der Amerikanischen Legion fand vom 10. bis 12. November 1919 in Minneapolis (Minnesota) statt. Die aktuelle Zahl der Mitglieder wird mit 2,4 Millionen angegeben. Die Legion war aktiv an der Datensammlung J. Edgar Hoovers beteiligt, die in den Palmer Raids mündete.
In den 1930er Jahren sollen einige ihrer führenden Mitglieder im Geheimen einen faschistischen Staatsstreich gegen die US-Regierung geplant haben. Allerdings wurde das vehement bestritten.
Bei einer Zusammenkunft der Amerikanischen Legion im Jahre 1976 in Philadelphia erkrankten 221 von 4500 Teilnehmen an einer bis dato unbekannten Infektion des Respirationstraktes. 34 „Legionäre“ verstarben. Ohne den Erreger zu kennen, nannte man die Krankheit „Legionnaires’ Disease“ (Legionärskrankheit). 1977 gelang es Joseph E. McDade, gramnegative Stäbchenbakterien als Erreger zu identifizieren. Diese hatten die Kühlwassersysteme der Klimaanlage eines Hotels besiedelt. Sie heißen heute mit wissenschaftlichem Namen Legionella spp.

## Ziele
Neben Gedenkveranstaltungen und sozialen Veranstaltungen betätigt sich die Amerikanische Legion in der US-Politik. Dabei liegt ein Schwerpunkt auf der Lobby-Arbeit für die Interessen der Veteranen, insbesondere die soziale Absicherung, z. B. Pensionen und das Krankenhaussystem des United States Department of Veterans Affairs. Außerdem unterstützt sie andere patriotische Anliegen wie den Respekt vor der amerikanischen Flagge. So unterstützte die Organisation einen Änderungsvorschlag zur amerikanischen Verfassung, wonach das Verbrennen oder die Entweihung der amerikanischen Flagge verboten sein solle.
Die Organisation unterstützte die Pfadfinderorganisation Boy Scouts of America in ihrem Bestreben, die Mitgliedschaft von Homosexuellen zu unterbinden. Die Legion betreibt ein Sportprogramm für Amateure, z. B. American Legion Baseball, und kümmert sich in ihrem Programm „Heroes to Hometowns“ um verwundete Soldaten und deren Familien.

## Mitgliedschaft
Um Mitglied werden zu können, muss der Antragsteller zu einem bestimmten Zeitpunkt (Tabelle) in einem Bereich der United States Armed Forces dienen oder gedient haben. Eine Ausnahme wird für die Veteranen der U.S. Merchant Marine gemacht, die während des Zweiten Weltkrieges, genauer vom 7. Dezember 1941 bis 31. Dezember 1946, gedient hatten. Diese nichtmilitärische Gruppe hat ebenfalls das Recht auf eine Mitgliedschaft.
| Zeitraum                               | Operationen                                                                             |
| -------------------------------------- | --------------------------------------------------------------------------------------- |
| 2. August 1990 bis heute               | Operation Desert Shield/Storm, Operation Enduring Freedom, Iraqi Freedom, War on Terror |
| 20. Dezember 1989 bis 31. Januar 1990  | Operation Just Cause in Panama                                                          |
| 24. August 1982 bis 31. Juli 1984      | Libanonkrieg/Grenada                                                                    |
| 28. Februar 1961 bis 7. Mai 1975       | Vietnamkrieg                                                                            |
| 25. Juni 1950 bis 31. Januar 1955      | Koreakrieg                                                                              |
| 7. Dezember 1941 bis 31. Dezember 1946 | Zweiter Weltkrieg                                                                       |
| 6. April 1917 bis 11. November 1918    | Erster Weltkrieg                                                                        |